# Liste der Bodendenkmäler in Fischbachau
Auf dieser Seite sind die Bodendenkmäler in der oberbayerischen Gemeinde Fischbachau zusammengestellt. Diese Tabelle ist eine Teilliste der Liste der Bodendenkmäler in Bayern. Grundlage ist die Bayerische Denkmalliste, die auf Basis des Bayerischen Denkmalschutzgesetzes vom 1. Oktober 1973 erstmals erstellt wurde und seither durch das Bayerische Landesamt für Denkmalpflege geführt wird. Die folgenden Angaben ersetzen nicht die rechtsverbindliche Auskunft der Denkmalschutzbehörde.

## Bodendenkmäler in Fischbachau
| Lage                             | Objekt | Akten-Nr.     | Bild           |
| -------------------------------- | --- | ------------- | -------------- |
| (Standort)                       | Burgstall des hohen Mittelalters (Alte Birke). | D-1-8237-0001 |                |
| Leitzachtalstraße 121 (Standort) | Untertägige mittelalterliche und frühneuzeitliche Befunde im Bereich der katholischen Pfarrkirche St. Andreas und der Friedhofskapelle Heilig Blut in Elbach und ihrer Vorgängerbauten. | D-1-8237-0020 | weitere Bilder |
| Kirchplatz 2 (Standort)          | Untertägige mittelalterliche und frühneuzeitliche Befunde im Bereich der katholischen Friedhofskirche Mariä Schutz in Fischbachau.                                                      | D-1-8237-0066 | weitere Bilder |
| Kirchplatz 1 (Standort)          | Untertägige mittelalterliche und frühneuzeitliche Befunde im Bereich der ehemaligen Propstei und katholischen Pfarrkirche St. Martin in Fischbachau und ihrer Vorgängerbauten.          | D-1-8237-0067 | weitere Bilder |
| (Standort)                       | Untertägige frühneuzeitliche Befunde im Bereich der katholischen Wallfahrts- und Kuratiekirche Mariä Himmelfahrt in Birkenstein.                                                        | D-1-8237-0072 |                |